# Kapistránská lípa
Kapistránská lípa (také zvaná Svatovítská lípa, Františkánská lípa nebo lípa královny Elišky) je starý památný strom, dnes spíš omlazené torzo stromu, které roste u kostela svatého Víta v městě Jemnici.

## Základní údaje
- název: Kapistránská lípa, Svatovítská lípa, Eliščina lípa
- výška: 4 m[1]
- obvod: 900 cm (1901)[2], 700 cm (1975)[3][1]
- věk: 800 let[4], 450–550 let, podle pověstí (níže): 700 let, 460 let, 325 let…
- sanace: ano
- souřadnice: 49°1'14.27"N, 15°34'47.76"E

Lípa roste u kostela sv. Víta, poblíž domu č. 620 (621)

## Stav stromu a údržba
V roce 1901 dosahoval obvod 9 metrů, u země 10. Později lípa začala odumírat, dutý kmen byl vyzděn, později vybourán (pravděpodobně v 80. nebo 90. letech). V roce 2001 je uváděna jen skořepina kmene (podpíraná kovovou konstrukcí) s jedinou živou větví. Tato informace ale zřejmě bude staršího data, protože na záběrech lípy z roku 2002 je patrných několik (již poměrně silných) větví, které nahrazují kmen a skládají současnou druhotnou korunu. Větve již tehdy byly zkráceny ořezem, torzo původního kmene zakryté stříškou a strom zakonzervovaný.

## Historie a pověsti
K lípě a jejímu zasazení se váže řada příběhů a pověstí.

### O Elišce
Podle některých byla zasazena roku 1315 královnou Eliškou Přemyslovnou (případně na její počest), když tu jako host purkrabího Lichtenberka čekala na krále Jana Lucemburského, který válčil na Moravě.. Tabulka u lípy z roku 1933 a některé jiné zdroje mluví dokonce o roku 1312.

### O Janu Kapistránovi
Další pověst mluví o kázání fanatického kněze italského původu, Jana Kapistrána v letech 1451 a 1454 (nebo snad roku 1452). Kapistrán měl pod touto lípou kázat proti kališníkům, králi Jiřímu z Poděbrad a vůbec potlačovat husitské myšlenky.

### O františkánech
Třetí pověst vypráví o františkánech, kteří lípu vysadili jako výraz smutku při zrušení kláštera roku 1687, kdy odešli do Dačic. Františkáni byli sice známí zahradníci, ale 200 let je na devítimetrový kmen přece jen málo, zvlášť u drobnější lípy srdčité. Druhá verze příběh o františkánech vypráví jinak. Zasazuje ho do roku 1554, kdy se město ocitlo v rukách nekatolíků. Františkáni prý před svým útěkem na protest vykopali několik lip, zasadili je korunami do země a jedna se ujala. I tady jsou na místě určité pochyby. 350 let není málo, ale na kmen o obvodu 9 metrů u lípy srdčité bývá potřeba vyšší věk. Například Lípa v Lipce, naše nejmohutnější lípa srdčitá, jejíž kmen se blíží 9 metrům obvodu, je odhadována na 600 let věku.

### Novodobá historie
Lípa se na přelomu 19. a 20. století dostala do dražby. Koupil ji starosta města Josef Augusta (do úřadu nastoupil v lednu 1890) a rozhodl, že strom bude žít dál.
Nakonec by se patřilo zmínit, že název Svatovítská pochází od blízkého kostela svatého Víta (poslední dochované stavby původního klášterního komplexu) a tradičních červencových poutí, kterých se účastnilo tolik lidí, že se ani nevešli do kostela a kázání proto probíhala pod lipou.

## Další zajímavosti
Kapistránské lípě byl věnován prostor v televizním pořadu Paměť stromů, konkrétně v dílu č.12: Stromy klášterů a poutních míst.

## Památné a významné stromy v okolí
- Lhotická lípa (3 km V)
- Třebelovické lípy (skupina 2 stromů, zanikla, 7 km V)
- Pekařův dub (Oponešice, 7,5 km SV)
- Alej u Police (31 lip malolistých, 8 km JV)
- Lípa u hájenky Černá blata (Dešov, cca 12 km JV)
- Dub u hájenky Černá blata (Dešov, cca 12 km JV)
- Buk u cesty na Suchou horu (Dešov, cca 12 km JV)
- Klen pod Suchou horou (Dešov, cca 12 km JV)
- Buk ve Žlíbku (Dešov, cca 12 km JV)
- Buk pod Stříbrným vrchem (Dešov, cca 12 km JV)